# Station L'Isle-Adam - Parmain
Station L'Isle-Adam - Parmain is een spoorwegstation aan de spoorlijn Pierrelaye - Creil. Het ligt in de Franse gemeente Parmain in het departement Val-d'Oise (Île-de-France).

## Geschiedenis
Het station werd in 1846 geopend.

## Ligging
Het station ligt op kilometerpunt 39,431 van de spoorlijn Pierrelaye - Creil.

## Diensten
Het station wordt aangedaan door verschillende treinen van Transilien lijn H:
- Tussen Paris-Nord en Persan - Beaumont, via Ermont - Eaubonne
- Tussen Pontoise, Persan - Beaumont en Creil

## Vorige en volgende stations
| Richting                   | Vorig station      | Lijn    | Volgend station | Richting   |
| -------------------------- | ------------------ | ------- | --------------- | ---------- |
| Persan - Beaumont          | Champagne-sur-Oise | Trans H | Valmondois      | Paris-Nord |
| Creil of Persan - Beaumont | Champagne-sur-Oise | Trans H | Valmondois      | Pontoise   |